# Blow Your Headphones
Blow Your Headphones – drugi album studyjny brytyjskiego zespołu The Herbaliser, wydany 1 marca 1997 roku w Wielkiej Brytanii nakładem wytwórni Ninja Tune jako: CD, płyta winylowa (2LP) oraz digital download (18 plików MP3 lub WAV.

## Album

### Lista utworów
| 1.  | Opening Credits                             | 1:29    |
|     |                                             |         |
| 2.  | The Blend (featuring What What)             | 4:46    |
|     |                                             |         |
| 3.  | Another Mother                              | 6:47    |
|     |                                             |         |
| 4.  | Excuse Me                                   | 1:11    |
|     |                                             |         |
| 5.  | Ginger Jumps the Fence                      | 5:01    |
|     |                                             |         |
| 6.  | Put It on Tape                              | 3:42    |
|     |                                             |         |
| 7.  | New + Improved (featuring What What)        | 3:58    |
|     |                                             |         |
| 8.  | Mr. Chombee Has the Flaw                    | 4:17    |
|     |                                             |         |
| 9.  | Intermission                                | 1:01    |
|     |                                             |         |
| 10. | Saturday Night (featuring Fabian & Big Ted) | 5:06    |
|     |                                             |         |
| 11. | Shocker Zulu                                | 5:15    |
|     |                                             |         |
| 12. | Hardcore                                    | 4:30    |
|     |                                             |         |
| 13. | Shorty's Judgement                          | 5:45    |
|     |                                             |         |
| 14. | More Styles                                 | 1:40    |
|     |                                             |         |
| 15. | A Mother (For Your Mind)                    | 6:37    |
|     |                                             |         |
| 16. | Bring It (featuring What What)              | 3:59    |
|     |                                             |         |
| 17. | Theme from Control Centre (Reprise)         | 4:40    |
|     |                                             |         |
| 18. | End Credits                                 | 2:15    |
|     |                                             |         |
|     |                                             | 1:11:59 |
|     |                                             |         |

| A1. | Opening Credits                             |  |
|     |                                             |  |
| A2. | Bring It (featuring What What)              |  |
|     |                                             |  |
| A3. | Another Mother                              |  |
|     |                                             |  |
| A4. | More Styles                                 |  |
|     |                                             |  |
| B1. | Ginger Jumps the Fence                      |  |
|     |                                             |  |
| B2. | Put It on Tape                              |  |
|     |                                             |  |
| B3. | Saturday Night (featuring Fabian & Big Ted) |  |
|     |                                             |  |
| B4. | Intermission                                |  |
|     |                                             |  |
| C1. | Shocker Zulu                                |  |
|     |                                             |  |
| C2. | The Blend                                   |  |
|     |                                             |  |
| C3. | Shorty's Judgement                          |  |
|     |                                             |  |
| D1. | Theme from Control Centre (Reprise)         |  |
|     |                                             |  |
| D2. | Hardcore                                    |  |
|     |                                             |  |
| D3. | Mr. Chombee Has the Flaw                    |  |
|     |                                             |  |
| D4. | End Credits                                 |  |
|     |                                             |  |

### Personel
Lista według AllMusic
- The Herbaliser – główny artysta, kompozytor, producent muzyczny, miksowanie
- Big Ted, Fabian, What What – artyści gościnni
- Jonny Cuba, Kaidi Tatham, Malachi – producenci muzyczni
- Justin Whillock, No Sleep Nigel – miksowanie
- Patrick Dawes – instrumenty perkusyjne

## Odbiór

### Opinie krytyków
| Oceny łączne              | Oceny łączne |
| Publikacja                | Ocena        |
| ------------------------- | ------------ |
| Album of the Year         | 75/100       |
| Recenzje                  |              |
| Publikacja                | Ocena        |
| AllMusic                  | :            |
| Robert Christgau          | [ 6 ]        |
| Muzik                     | 7/10         |
| NME                       | 6/10         |
| Spin                      | 8/10         |
| The Sydney Morning Herald | [ 10 ]       |

Po tym jak Herbaliser stworzyli ostry, bezbłędny album, z jednej strony jazzujący i rytmiczny, z drugiej agresywny i funkowy, oszczędzaj dolary, nie kupuj starych trip-hopowych śmieci, szukaj Ninja, marki, której możesz zaufać.

Album otrzymał średnią ocenę 75 na 100 na podstawie 4 recenzji krytycznych w zestawieniu Album of the Year.
Sean Cooper z AllMusic jest zdania, że Blow Your Headphones „znacznie podnosi stawkę” w stosunku do poprzednich wydawnictw zespołu (takich jak Remedies i New and Improved EP) rozrzedzając „obce sample i odniesienia gatunkowe” będąc mniej odróżnialnym od prostego hip-hopu i mając mniejsze związki z acid i soul jazzem.
Tony Green z magazynu Spin dowodzi, że obaj muzycy The Herbaliser „tworzą niespokojny, radośnie pobłażliwy, abstrakcyjny hip-hop, ponieważ, szczerze mówiąc, nie potrafią nic lepszego”. Autor podkreśla przy tym wkład raperki What What w muzykę albumu wskazując na jej jazzowe dziedzictwo.
Mike Goldsmith z magazynu NME uważa, iż „album bez trudu gwarantuje rozległą godzinę i odrobinę stonerowych rymów i rytmów. To niewątpliwie roztapiający mózg szum, ale nie do końca uderzający do głowy narkotyk, którym The Herbaliser sądzą, że handlują.
Według Kevina Braddocka z magazynu Muzik Blow Your Headphones to „elegancki, ekscentryczny kolaż”.
Ryan Schreiber, redaktor naczelny Pitchforka ocenia, iż „uznany album Herbaliser z 1997 roku, Blow Your Headphones, był całkiem przyzwoity, ale jak na Ninja Tune był dość kiepski”.

### Listy tygodniowe
| Kraj            | Lista                           | Pozycja |
| --------------- | ------------------------------- | ------- |
| Wielka Brytania | Official Hip Hop and R&B Albums | 24      |

### Wyróżnienia
- 33. miejsce na liście 50 najlepszych albumów triphopowych wszech czasów magazynu Fact[13].